# Процентный вексель (США)

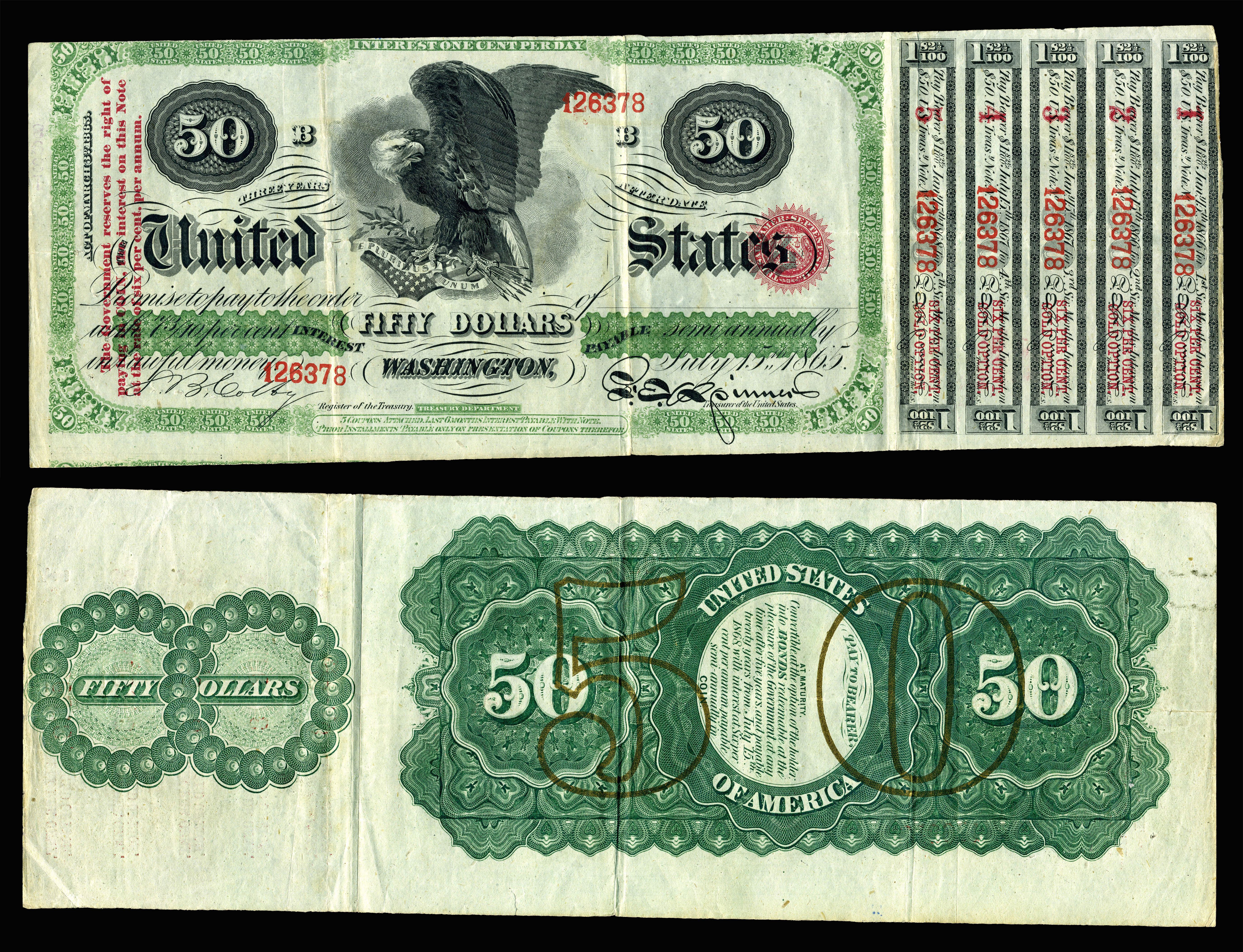
Трёхгодичный процентный вексель номиналом $50, выпущенный в 1865 году. Предполагал выплату 7,3 % держателю раз в полгода (с прикрепленными, необналиченными купонами)

Процентный вексель (англ. Interest bearing note) — тип долгового обязательства, выпускавшегося казначейством США во время Гражданской войны и одновременно являвшийся законным платёжным средством, де-факто, кредитными деньгами. Их эмиссия была утверждена актом Конгресса от 3 марта 1863 года. Предполагалось наладить выпуск одно-, двух- и трёхгодичных процентных векселей с номинальной стоимостью в $10, $20, $50, $100, $500 и $1000, предполагавших также возможность получить 5 % дохода в качестве ценной бумаги. К этому типу ценных бумаг часто относят казначейские билеты времён начала Гражданской войны, гарантировавших доходность в 6 % со срок погашения либо 60 дней или 24 месяца, а также так называемые билеты «семь-тридцать» (англ. Seven-Thirties) с доходностью 7,30 % и сроком погашения 3 года. Впрочем, последние не обладали статусом законного платёжного средства. Некоторые коллекционеры к данному типу ценных бумаг относят казначейские билеты со сложными процентами и доходные сертификаты.

## Изображения
Ниже представлены изображения некоторых процентных векселей, принадлежащих Национальной нумизматической коллекции Национального музея американской истории (Смитсоновский институт).
| Номинал | Сроки                | Год  | Fr.                    | Изображение | Портрет / виньетка | Количество |
| ------- | -------------------- | ---- | ---------------------- | ----------- | --- | ---------- |
| $10     | Одногодичный (5 %)   | 1864 | Fr.196a                |             | Салмон Портленд Чейз (Чарльз Берт) Орёл и женская фигура — аллегорическое изображение мира (Джеймс Баннистер)                                                                                     | 28         |
| $20     | Одногодичный (5 %)   | 1864 | Fr.197                 |             | Неизвестная и стрельба из мортиры (Джеймс Смилли) Авраам Линкольн (Генри Гуглер) | 9          |
| $50     | Двухгодичный (5 %)   | 1864 | Fr.203                 |             | Женская фигура с кадуцеем (Альфред Джонс) Женская фигура с весами и щитом — аллегорическое изображение справедливости (Чарльз Берт) Женская фигура — вероятно, аллегорическое изображение Америки | 7          |
| $100    | Двухгодичный (5 %)   | 1864 | Fr.204                 |             | Фермер и механик Строительство здания Канониры в орудийной башне | 2          |
| $50     | Трёхгодичный (7.3 %) | 1865 | Fr.212d                |             | Орёл и девиз | 6          |
| $100    | Трёхгодичный (7.3 %) | 1865 | Fr.212e                |             | Уинфилд Скотт | Н.д.       |
| $1,000  | Трёхгодичный (7.3 %) | 1865 | Fr.212g Подделка       |             | Женская фигура с весами и щитом — аллегорическое изображение справедливости (Чарльз Берт) |            |
| $1,000  | Одногодичный (5 %)   | 1863 | Fr.201 Пробный оттиск  |             | Женская фигура с весами и мечом — аллегорическое изображение справедливости (Чарльз Берт) Женская фигура с щитом и флагом США — аллегорическое изображение свободы                                |            |
| $1,000  | Двухгодичный (5 %)   | 1863 | Fr.206 Пробный оттиск  |             | Бой USS Constitution с HMS Guerriere Открытие Миссисипи Эрнандо де Сото |            |
| $5,000  | Одногодичный (5 %)   | 1863 | Fr.202 Пробный оттиск  |             | Алтарь свободы (Луи Делнос) |            |
| $5,000  | Трёхгодичный (7.3 %) | 1865 | Fr.212h Пробный оттиск |             | Женская фигура с весами и мечом — аллегорическое изображение справедливости (Чарльз Берт) Броненосцы (Джеймс Смилли)                                                                              |            |

### Комментарии
1. ↑  В скобках указываются имена художников, изобразивших портреты или виньетки.
2. ↑  Указывается количество экземпляров, сохранившихся до наших дней.
3. ↑  Из них только 2 с купонами.